# UTC+8:45
UTC+8:45  je vremenska zona koja se u Australiji kao Centralno zapadno vrijeme (Central Western Time ili CWT) koristi u nekoliko odmarališta na cesti Eyre u Zapadnoj i Južnoj Australiji. Iako više nije službena zona, njene granice su jasno definirane i ucrtane na lokalnim auto-kartama. 
UTC+8:45 se koristi na pet lokacija - Border Village, Caiguna, Eucla, 
Madura i Mundrabilla.

## Vanjske poveznice
- Naselja u vremenskoj zoni UTC+8:45